# دیولا هورن
دیولا هورن (۵ ژوئیه ۱۹۳۲ – ۱۹ ژوئن ۲۰۱۳) یک سیاستمدار مجاری بود که از سال ۱۹۹۴ تا ۱۹۹۸ به عنوان سومین نخست‌وزیر مجارستان خدمت کرد.
هورن آخرین وزیر خارجه کمونیست مجارستان در سال ۱۹۹۸ نقش اصلی در فروریختن پردهٔ آهنی آلمان شرقی و اتحاد دو آلمان ایفا کرد؛ و همین‌طور بسته بوکروش، بزرگ‌ترین برنامه ریاضت اقتصادی در مجارستان پس از فروپاشی کمونیسم در زمان نخست‌وزیری او در سال ۱۹۹۵ شروع شد.

## یادداشت
1. ↑  به نام Lajos Bokros وزیر دارایی وقت